# Georgina von Wilczek
Pour les articles homonymes, voir Gina et Wilczek.
Titre
Princesse consort de Liechtenstein
7 mars 1943 – 18 octobre 1989
(46 ans, 7 mois et 11 jours)
Signature
Georgina von Wilczek, née le 24 octobre 1921 à Graz, en Autriche, et morte le 18 octobre 1989 à Grabs, en Suisse, est, de 1943 à 1989, princesse consort de Liechtenstein par son mariage avec le prince François-Joseph II. Elle est la mère du prince souverain Hans-Adam II. Elle est habituellement connue sous le prénom de « Gina ».

## Biographie

### Origines familiales
Elle est la fille et seul enfant de Ferdinand Maria, comte de Wilczek (1893-1977) et son épouse, la comtesse Norbertine Kinsky von Wchinitz und Tettau (1888-1923). Elle est l'arrière-petite-fille de l'explorateur autrichien Johann Nepomuk Wilczek (1837-1922).

### Mariage et postérité
Après ses fiançailles annoncées le 30 décembre 1942, Georgina épouse le 7 mars 1943, dans la cathédrale Saint-Florin de Vaduz, François-Joseph II, prince de Liechtenstein. 
De cette union naissent cinq enfants, qualifiés du prédicat d'altesse sérénissime :
- le prince Hans-Adam II (né à Zurich le 14 février 1945), actuel prince souverain, épouse le 30 juillet 1967 à Vaduz la comtesse Marie Kinsky von Wchinitz und Tettau (1940-2021) ;
- le prince Philipp Erasmus Alois Ferdinand Maria Sebaldus (né à Zurich le 19 août 1946), épouse le 11 septembre 1971 à Bruxelles Isabelle Fernande Ghislaine Guillemette Élisabeth de l'Arbre de Malander (1949), d'où trois fils ;
- le prince Nikolaus Ferdinand Maria Joseph Raphaël (né à Zurich le 24 octobre 1947), épouse le 20 mars 1982 à Luxembourg la princesse Margaretha de Luxembourg ;
- la princesse Norberta (Nora) Elisabeth Maria Assunta Josephine Georgina et Omnes Sancti (née à Zurich le 31 octobre 1950), épouse à Vaduz le 11 juin 1988 Vicente Sartorius y Cabeza de Vaca, marquis de Mariño (1931-2002) ;
- le prince Franz Joseph Wenzel Georg Maria (né à Zurich le 19 novembre 1962 et mort à Vaduz le 28 février 1991), célibataire.

### Activités
Le 30 avril 1945, Georgina fonde la Croix-Rouge du Liechtenstein qu'elle préside jusqu'en 1985, date à laquelle sa belle-fille Marie Kinsky lui succède. Elle est également active dans de nombreux autres organismes de bienfaisance. 

### Mort et funérailles
Elle meurt, des suites d'un cancer, à l'hôpital cantonal de Grabs, en Suisse, le 18 octobre 1989, un mois avant son mari. Le 24 octobre, elle est inhumée dans la cathédrale Saint-Florin de Vaduz. Assistent aux funérailles sa famille et nombre de représentants du Gotha : l'archiduchesse Regina d'Autriche et son fils l'archiduc Karl, le prince Victor-Emmanuel de Savoie, ou encore le duc Charles de Wurtemberg.